# 奥拉杜尔 (康塔尔省)
奥拉杜尔（法語：Oradour，法語發音：[ɔʁaduʁ]）是法国康塔尔省的一个旧市镇，属于圣弗卢尔区。2017年，奥拉杜尔与临近的3个市镇合并为新市镇特吕耶尔河畔讷韦格利斯。

## 地理
奥拉杜尔（44°55'9"N, 2°56'4"E）面积33.77 平方千米，位于法国奥弗涅-罗讷-阿尔卑斯大区康塔爾省，该省份为法国中南部省份，位于法國中央高原中心，北起科雷兹省、上盧瓦爾省和多姆山省，西接洛特省和科雷兹省，南至阿韦龙省和洛特省，东临上盧瓦爾省和洛泽尔省。
与奥拉杜尔接壤的市镇（或旧市镇、城区）包括：塞藏、屈萨克、埃斯皮纳斯、古尔迪耶日、讷韦格利斯、圣玛丽。

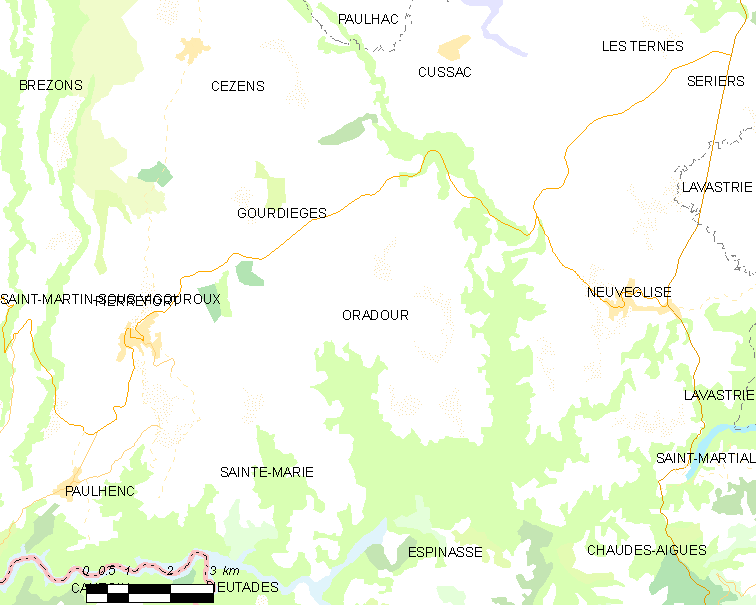
的OSM定位图

奥拉杜尔的时区为UTC+01:00、UTC+02:00（夏令时）。

## 行政
奥拉杜尔的邮政编码为15260，INSEE市镇编码为15145。

## 政治
奥拉杜尔所属的省级选区为特吕耶尔河畔讷韦格利斯县。

## 人口

1962-2008年间人口变化图示

奥拉杜尔于2018年1月1日时的人口数量为243人。